# Sergej Menjajlo
Sergej Ivanovitj Menjajlo (ryska: Сергей Иванович Меняйло) född 22 augusti 1960 i Alagir, Nordossetiska ASSR, Ryska SFSR, Sovjetunionen (nuvarande Nordossetien, Ryssland), är sedan 14 april 2014 de facto rysk guvernör (borgmästare) för den annekterade staden Sevastopol på Krim och som före detta viceamiral biträdande befälhavare för den ryska Svartahavsflottan. 
Menjajlo kom 28 april 2014 på EU:s lista på personer som påfördes restriktiva åtgärder då dessa ansågs undergräva eller hota Ukrainas territoriella integritet, suveränitet och oberoende.